# Luo Xi
Pour les articles homonymes, voir Luo.
Dans ce nom chinois, le nom de famille, Luo, précède le nom personnel.
Luo Xi, née le 15 décembre 1987 à Wuhan dans la province du Hubei, est une nageuse synchronisée chinoise.

## Carrière
Luo Xi fait partie de l'équipe chinoise médaillée de bronze en ballet aux Jeux olympiques de 2008 à Pékin. Elle dispute toujours en ballet les Jeux olympiques d'été de 2012 à Londres et remporte la médaille d'argent avec Chang Si, Chen Xiaojun, Huang Xuechen, Jiang Tingting, Jiang Wenwen, Liu Ou, Wu Yiwen et Sun Wenyan.